# Terry Gray (cầu thủ bóng đá)
Terence Ian Gray (sinh ngày 3 tháng 6 năm 1954 ở Bradford) là một cựu cầu thủ bóng đá người Anh thi đấu gần 400 trận ở vị trí tiền vệ ở Football League cho Huddersfield Town, Southend United, Bradford City và Preston North End.